# (79) Eurynome
(79) Eurynome – planetoida z pasa głównego planetoid okrążająca Słońce w ciągu 3 lat i 301 dni w średniej odległości 2,45 j.a. Została odkryta 14 września 1863 roku w Detroit Observatory w mieście Ann Arbor przez Jamesa Watsona. Nazwa planetoidy pochodzi od Eurynome z mitologii greckiej.